# Studnica (województwo pomorskie)
Studnica (kaszb. Stëdnica, dawniej:niem. Ackermühle) – osada w Polsce w województwie pomorskim, w powiecie bytowskim, w gminie Miastko.
Osada położona na skraju Wysoczyzny Polanowskiej.
W latach 1975–1998 miejscowość administracyjnie należała do województwa słupskiego.